# Chadefaudiellaceae
Chadefaudiellaceae är en familj av svampar. Chadefaudiellaceae ingår i ordningen Microascales, klassen Sordariomycetes, divisionen sporsäcksvampar och riket svampar.
|                    | Microascaceae                                                |
|                    |                                                              |
|                    | Halosphaeriaceae                                             |
|                    |                                                              |
| Chadefaudiellaceae | \| \| Chadefaudiella \| \| \| \| \| \| Faurelina \| \| \| \| |
|                    | \| \| Chadefaudiella \| \| \| \| \| \| Faurelina \| \| \| \| |
|                    | Ceratocystidaceae                                            |
|                    |                                                              |
|                    | Havispora                                                    |
|                    |                                                              |
|                    | Cornuvesica                                                  |
|                    |                                                              |
|                    | Sphaeronaemella                                              |
|                    |                                                              |
|                    | Bisporostilbella                                             |
|                    |                                                              |
|                    | Chadefaudiella                                               |
|                    |                                                              |
|                    | Faurelina                                                    |
|                    |                                                              |

|  | Chadefaudiella |
|  |                |
|  | Faurelina      |
|  |                |